# All Boro Kings
Albums de Dog Eat Dog
Warrant
(1993) Play Games
(1996)
Singles
1. No Fronts
Sortie : 1994
2. If These Are Good Times
Sortie : 1994
3. Who's the King
Sortie : 1995

All Boro Kings est le premier album studio du groupe de rap metal originaire du New Jersey, Dog Eat Dog. Il est paru le 24 mai 1994 sur le label Roadrunner Records et a été produit par Jason Corsaro.

## Historique
Après plusieurs show sur la côte Est des États-Unis, Dog Eat Dog se voit offrir la chance d'accompagner le groupe de punk hardcore américain Bad Brains sur leur tournée européenne. Le groupe emmagasine de l'expérience et est prêt à son retour aux USA pour enregistrer son premier album. L'enregistrement se fera dans le Connecticut dans les studios Ambient de Stamford. 
Cet album voit l'arrivée du saxophone qui ouvre de nombreuses chansons comme No Fronts, Who's the King où If These Are Good Times et qui deviendra la marque de fabrique du groupe. Darryl Jenifer (Bad Brains) viendra chanter sur Who's the King.
Après l'enregistrement, le groupe perdra son guitariste Dan Nastasi, qui par obligation familiale ne peut plus tourner avec le groupe. Il sera remplacé par un ami du groupe, Parris Mayhew (ex- Cro-Mags) et le groupe repartira en tournée européenne avec cette fois-ci les New-Yorkais de Biohazard. 
Si l'album n'entra pas dans les charts américain, il cartonnera en Europe en atteignant le top 20 dans de nombreux pays (voir la section Charts). No Fronts, Who's the King et If These Are Good Times sortiront en single plus une version de No Fronts dans sa version "remix".
Cet album se vendra à plus de 600 000 exemplaires dans le monde.

## Liste des titres
- Tous les titres sont signés par le groupe.

1. If These Are Good Times - 3:08
2. Think - 3:07
3. No Fronts - 4:36
4. Pull My Finger - 3:34
5. Who's the King? - 3:55
6. Strip Song - 2:44
7. Queen - 2:24
8. In the Doghouse - 5:49
9. Funnel King - 2:41
10. What Comes Around - 3:22

## Musiciens
Dog Eat Dog
- John Connor: chant principal
- Dan Nastasi: guitare, chant
- Dave Neabore: basse, chant
- Sean Kilkenny: guitare
- Dave Maltby: batterie

Musiciens additionnels
- Scott Mueller: saxophone
- Paul Vercesi: saxophone
- Kevin Reilly: saxophone
- Doug Wilson, Rasheed Goodlowe, Chris Finn, Daryl Jenifer: chant, chœurs
- Brian Fitzpatrick, Ethan Piper: chœurs additionnels

## Charts
| Pays         | Durée du classement | Meilleur classement |
| ------------ | ------------------- | ------------------- |
| Allemagne    | 39 semaines         | 30e                 |
| Autriche     | 16 semaines         | 21e                 |
| Belgique (W) | 13 semaines         | 23 e                |
| Belgique (V) | 23 semaines         | 16e                 |
| Pays-Bas     | 26 semaines         | 17 e                |
| Royaume-Uni  | 1 semaine           | 99e                 |
| Suisse       | 10 semaines         | 17e                 |

| Date | Titre                   | Pays        | Classement |
| ---- | ----------------------- | ----------- | ---------- |
| 1995 | Who's the King?         | Suède       | 34e        |
| 1995 | No Fronts (the Remixes) | Allemagne   | 45e        |
| 1995 | No Fronts (the Remixes) | Pays-Bas    | 20e        |
| 1996 | No Fronts (the Remixes) | Royaume-Uni | 9e         |

## Référence
1. ↑  dogeatdog.nl/bio/1994-1995
2. 1 2 3 4 5 6  hitparade.ch/dog eat dog/all boro kings
3. ↑  officialcharts.com/dog eat dog/albums
4. ↑  swedishcharts.com/title/who's the king
5. 1 2  hitparade.ch/songs/no fronts